# ホアキン・ガルシア＝モラト

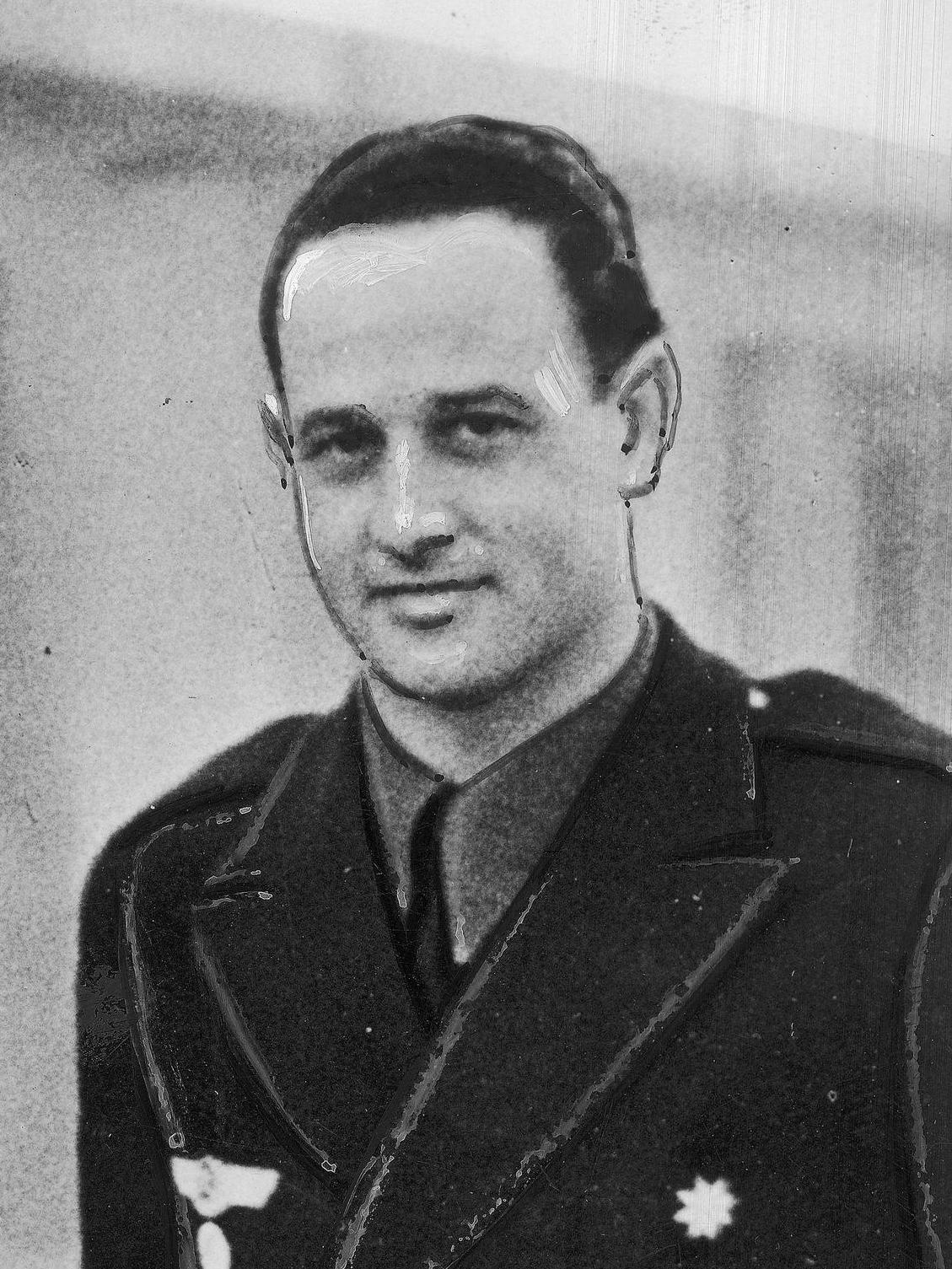
「ホアキン・ガルシア＝モラト」を編集中

ホアキン・ガルシア＝モラト（Joaquín García-Morato y Castaño, 1st Count of Jarama、1904年5月4日 – 1939年4月4日）はスペイン内戦でのエース・パイロットである。フランコ軍に属し、ハインケルHe51やフィアット CR.32で40機の撃墜を記録したとされる。

## 生涯
内戦前から、リーフ戦争に参加し、熟練したパイロットとして知られていた。スペイン内戦が始まった時、休暇でイギリスに滞在していたが、戦争がはじまると、ナショナリスト空軍に参加し、1936年8月12日にニューポール・ドラージュ NiD 52で、Antequera上空で、3機のヴィッカース ヴィルデビースト3機と闘い、1機を撃墜した。ドイツから供与されたハインケル He51の最初の1機にのり、8月18日にリパブリカンのNiD 52と爆撃機ポテ 540を撃墜し、9月2日にもNiD 52を撃墜した。イタリアから供与されたフィアット CR.32に乗り換え、1936年の秋、3機のCR.32で、 "Patrulla Azul"（青いパトロール隊）を形成して、6機のフランス製の航空機やイギリスのホーカー フューリーを撃墜した。11月5日には12機目の撃墜を記録した。ソビエト製の機体と戦い、I-15を撃墜し、CR.32より速度の速い、ツポレフ SB-2爆撃機2機を、高空から降下して撃墜したものも含まれる。1,012時間の作戦行動で40機の撃墜を記録し、撃墜されたのは、1937年に訓練中の味方の新人パイロットによる事故だけであった。
戦争が終わった後、ニュース映画の撮影のためのアクロバット飛行中にCR.32の事故で死亡した。